# Phalangacris phaloricephala
Phalangacris phaloricephala är en insektsart som beskrevs av Andrej Vasiljevitj Gorochov 2006. Phalangacris phaloricephala ingår i släktet Phalangacris och familjen syrsor. IUCN kategoriserar arten globalt som sårbar. Inga underarter finns listade i Catalogue of Life.